# Чарлз Едвін Бессі
Чарлз Едвін Бессі (англ. Charles Edwin Bessey; 1845–1915) — американський ботанік-систематик, автор навчальних посібників з ботаніки.

## Біографія
Чарлз Бессі народився 21 травня 1845 року в сім'ї Адни Бессі і Маргарет Елленбергер на території округу Вейн штату Огайо. Навчався в різних школах Огайо, у 1866 році вступив до Мічиганського сільськогосподарського коледжу. У листопаді 1869 року закінчив його зі ступенем бакалавра. З 1870 року працював у Сільськогосподарському коледжі у Еймсі (Айова). У 1872 році отримав ступінь магістра і став професором в Еймсі. У 1874 році деякий час викладав у Каліфорнійському університеті. З 1875 він кілька разів обирався президентом Айовської академії наук. Деякий час він навчався у Гарвардському університеті разом із Ейсою Греєм.
У 1873 Чарлз Бессі одружився з Люсі Етхерн. У них народилися троє синів — Едвард, Ернст та Карл. Ернст Етхерн Бессі (1877—1957) викладав ботаніку та мікологію у Мічиганському сільськогосподарському коледжі.
У 1879 році Університет Айови присвоїв Бессі ступінь доктора філософії. З 1880 до 1897 він працював головним редактором журналу American Naturalist, пізніше — журналу Science. З 1884 року Бессі працював професором ботаніки Небраскського університету. У 1898 році Гріннельский коледж Айови присвоїв Бессі ступінь доктора права.
Бессі був творцем нової системи класифікації рослин, що отримала назву Система Бессі (англ. Bessey system).
25 лютого 1915 року Чарлз Едвін Бессі помер.

## Цікавий факт
В честь Ч. Е. Бессі і задля визнання його наукових заслуг один із сортів піщаної вишні названо його іменем.

## Публікації
- The Geography of Iowa (Cincinnati, 1878)
- Botany for High Schools and Colleges (New York, 1880)
- revision of McNab's Botany (1881)
- The Essentials of Botany (1884)
- Elementary Botany (1904)
- Plant Migration Studies (1905)
- Synopsis of Plant Phyla (1907)
- Outlines of Plant Phyla (1909)
- written with others, New Elementary Agriculture (ninth edition, 1911)